# Don Quichotte (1957)
Don Quichotte ist eine sowjetische Literaturverfilmung von Grigori Kosinzew aus dem Jahr 1957. Sie beruht lose auf dem Roman Don Quichotte von Miguel de Cervantes.

## Handlung
Der spanische Landadelige Alonso Quijano hat zu viele Ritterromane gelesen und ist darüber wunderlich geworden. Er nennt sich nun Don Quichotte de la Mancha, glaubt Ritter zu sein und zieht mit seinem Vertrauten Sancho Pansa in der Rüstung seiner Vorfahren in die Welt. Sein Ziel ist nicht nur der Kampf gegen die Ungerechtigkeit, den er auf seinem Pferd Rosinante und mit Schild und Lanze angehen will, sondern auch der Sieg über den mächtigen Zauberer Feston, der seine große Liebe Dulcinea del Toboso in ein einfaches Bauernmädchen verwandelt hat und auch sonst die Realität für alle anderen verändert. In seinen Heldentaten will er auch seine Verehrung für Dulcinea ausdrücken.
Don Quichotte rettet zunächst einen Hütejungen vor dem Hirten, den Verwandten werden zudem abenteuerliche Taten ihres Herrn, darunter der Raub eines Rasierbeckens und die Rettung sich geißelnder Gläubiger, zugetragen. Don Quichotte befreit Schwerkriminelle aus ihren Ketten und wird von ihnen verprügelt, rettet die vermeintlich entführte Adelige Altisidora, die jedoch nur von ihrer Langeweile gefangen war, und glaubt in einer Spelunke eine Burg und in den Prostituierten Jungfrauen zu erkennen. Überall wird er entweder verprügelt oder verhöhnt. Sancho Pansa wiederum kann manche brenzlige Situation entschärfen, bleibt jedoch seinem Herrn treu, hat der ihm doch die Statthalterschaft über eine zu erobernde Insel versprochen. Nach einem ermüdenden Kampf mit Weinschläuchen, die sich in seiner Fantasie zu Monstern verändert hatten, kehrt Don Quichotte in sein Heim zurück. Der Arzt Sanson Carrasco verordnet ihm strikte Bettruhe und verbietet ihm, je wieder das Dorf zu verlassen.
Altisidora erscheint auf Quichottes Hof, um ihn und Sancho Pansa zum Herzog und seiner Frau zu bringen, die von dem verwirrten Mann unterhalten werden wollen. Bald erkennen Herzog und Herzogin, dass im wunderlichen Don Quichotte mehr Gutmütigkeit liegt, als Irrsinn. Er wird von Sancho Pansa getrennt: Sancho Pansa erhält die Statthalterschaft über ein Dorf, wo er erst verspottet, aufgrund seiner weisen Richtersprüche jedoch bald verehrt wird. Dennoch jagt man ihn am Ende davon, als der Herzog seinen Spaß beenden will. Don Quichotte wird derweil genarrt. Man führt ihn zur aufgebahrten Altisidora, die angeblich aus Liebeskummer zu ihm gestorben sei. Don Quichotte bedauert dies, kann sich jedoch auch angesichts des Todes nicht von seiner geliebten Dulcinea lossagen. Altisidora erhebt sich von ihrem Totenbett und eröffnet ihm, dass er ein Narr ist. Der Hofstaat lacht und der Herzog weiß, dass tugendhafte Taten und Treue lächerlich wirken und Liebe kaum Bedeutung hat. Als er Don Quichotte mit Geld auszahlen will, verlässt dieser unter dem Applaus der Gesellschaft das Schloss.
Don Quichotte und Sancho Pansa treffen sich in der Wüste wieder. Don Quichotte will endlich den Kampf gegen den Zauberer aufnehmen und glaubt ihn in einer Windmühle zu erkennen. Er reitet gegen die Flügel an, wird von ihnen erfasst und in die Luft getragen und stürzt nach einiger Zeit ab. Sancho Pansa erklärt ihm, dass er der einzige noch lebende Ritter auf Erden ist, als ein zweiter Ritter erscheint und Don Quichotte zum Kampf herausfordert. Don Quichotte unterliegt und der andere Ritter stellt eine Bedingung, unter der er ihm das Leben lässt: Don Quichotte soll in sein Dorf zurückkehren und es nie mehr verlassen. Don Quichotte willigt ein und der zweite Ritter gibt sich als Sanson Carrasco zu erkennen. Zurück im Dorf wird Don Quichotte krank und will sterben. Erst eine Vision von Dulcinea und Sancho Pansa, die ihn beide auffordern, weiterzuleben, lässt ihn seinen Wunsch überdenken. Das Ende zeigt ein verklärtes Bild von Don Quichotte und Sancho Pansa im Sonnenuntergang, auf ihren Reittieren.

## Produktion
Don Quichotte lief am 23. Mai 1957 in der Sowjetunion an und kam am 24. Januar 1958 in die Kinos der DDR. Am 3. April 1959 lief der Film erstmals im Fernsehen der DDR auf DFF 1.
Es war der erste Langfilm der Lenfilm, der in Widescreen realisiert wurde. Lenfilm hatte zuvor nur 1956 beim Kurzfilm Пять дней (übersetzt: Fünf Tage) mit den Möglichkeiten des Widescreen-Verfahrens experimentiert.

## Synchronisation
Den Dialog der DEFA-Synchronisation schrieb Wolfgang Krüger, die Regie übernahm Albert Venohr.
| Rolle         | Darsteller           | Synchronsprecher   |
| ------------- | -------------------- | ------------------ |
| Don Quichotte | Nikolai Tscherkassow | Walter Suessenguth |
| Sancho Pansa  | Juri Tolubejew       | Paul R. Henker     |
| Herzog        | Bruno Freindlich     | Herwart Grosse     |
| Herzogin      | Lidija Wertinskaja   | Maria Griem        |
| Heuchlerin    | Olga Wiklandt        | Hanna Rieger       |
| Altisidora    | Tamilla Agamirowa    | Gisela May         |
| Aldonza       | Ljudmila Kassjanowa  | Ingrid Kanzler     |
| Carrasco      | Georgi Wizin         | Horst Drinda       |

## Kritik
Der Spiegel nannte Don Quichotte 1958 ein „undoktrinäres, Werk, in dem die gütige Ironie des Autors erhalten blieb. Wenn auch Regisseur Kosinzew von vornherein nur hoffen konnte, der Vorlage mit vergröberten Konturen einen schwachen Abglanz abzugewinnen, so gelang ihm doch ein in vielen Zügen getreues Bilderbuch, das sich in Farbe, Kostüm und Szenerie glücklich an den Malstil von Velázques und Murillo hält. Die Darsteller des Don Quichotte und des Sancho Pansa haben sich so sehr in den mageren Ritter von der traurigen Gestalt und seinen rundlichen Knappen verwandelt, daß der kolossale Aufwand dieser Produktion nicht vertan erscheint.“ Die Zeit befand, der Film sei „eine ebenso intelligente wie stilsichere Filmversion des ,Don Quijote‘ mit Nikolaj Tscherkassow in der Hauptrolle.“
Für den film-dienst war Don Quichotte ein „großflächig angelegter, heiter-bunter Bilderbogen nach dem tiefsinnigen satirischen Roman von Cervantes […]. Ausgezeichnete Leistungen von Regie und Darstellern machen diese russische Fassung sehenswert.“

## Auszeichnungen
Don Quichotte lief 1957 auf den Internationalen Filmfestspielen von Cannes im Wettbewerb um die Goldene Palme. Der Film wurde auf dem Vancouver International Film Festival gezeigt und Regisseur Kosinzew erhielt eine ehrende Anerkennung. Auf dem Allunionsfilmfestival erhielt Don Quichotte einen ersten Preis (Andrei Moskwin als Bester Kameramann), zwei zweite Preise (Apollinari Dudko als Bester Kameramann, Grigori Kosinzew als Bester Regisseur) und einen dritten Preis (Bester Spielfilm).
Auf dem Internationalen Film-Festival in Brüssel erhielt der Film den Preis „Femina du Cinema“ und ein Ehrendiplom, auf dem International Film Festival in Stratford, Kanada, wurde Nikolai Tscherkassow als Bester Darsteller ausgezeichnet. Auf dem Festival Internacional de Cine de Donostia-San Sebastián erhielt der Film 1964 ein Ehrendiplom.
Auf den Internationalen Filmfestspielen Berlin 1993 wurde Don Quichote im Rahmen einer Retrospektive gezeigt.